# RS-455
Pour les articles homonymes, voir Route 455.
 (septembre 2016).
Si vous disposez d'ouvrages ou d'articles de référence ou si vous connaissez des sites web de qualité traitant du thème abordé ici, merci de compléter l'article en donnant les références utiles à sa vérifiabilité et en les liant à la section « Notes et références ».
La RS 455 est une route locale des Nord-Ouest et Nord-Est de l'État du Rio Grande do Sul, au Brésil, reliant la municipalité de Ibiraiaras au district de Turvo de Lagoa Vermelha, à l'embranchement avec la BR-470. Elle dessert ces deux seules communes et est longue de 17 km.